# Ruta Nacional A006 (Argentina)
La Ruta Nacional A006 es un camino de ripio de 8,5 km que vincula la localidad de Las Cuevas en el noroeste de la Provincia de Mendoza con el Monumento del Cristo Redentor en la frontera entre Argentina y Chile. Esta ruta está habilitada solamente en temporada estival. Sin embargo es conveniente asesorarse en la ciudad de Mendoza o Uspallata sobre el estado de la ruta ya que puede estar cortada.
En su recorrido serpenteante, la altitud varía de 3151 a 3832 m s. n. m..
Hasta el año 1977 era el paso obligado entre los dos países y formaba parte de la Ruta Nacional 7, hasta que se modificó el túnel ferroviario Las Cuevas a Los Caracoles del Ferrocarril Trasandino Los Andes-Mendoza para tránsito mixto. Finalmente el 23 de mayo de 1980 se inauguró el Túnel del Cristo Redentor, paralelo al anterior, por lo que este camino se relegó a actividades turísticas.
En las localidad de Las Cuevas, la ruta pasa debajo de un curioso edificio llamado Arco de Las Cuevas, que actualmente funciona como hostel y restaurante.